# 1. asociační liga 1930/1931
1. asociační liga 1930/31 byla 7. oficiálním ročníkem československé fotbalové ligy. Soutěž vyhrál tým SK Slavia Praha, zajistil si tak 6. mistrovský titul, z toho třetí v řadě. Do tohoto ročníku postoupily týmy SK Náchod a SK Meteor Praha VIII, který však na konci ročníku sestoupil do druhé ligy. Nejlepšími střelci se v této sezóně stali Josef Silný (AC Sparta Praha) a Otto Haftl (Teplitzer FK a AC Sparta Praha), kteří vstřelili po 17 brankách.

## Konečná tabulka 1. asociační ligy 1930/31
| Poř.          | Tým                  | Z  | V  | R | P  | VG | OG | TP  | B  |
| ------------- | -------------------- | -- | -- | - | -- | -- | -- | --- | -- |
| zlatá medaile | SK Slavia Praha      | 14 | 12 | 0 | 2  | 48 | 14 | +34 | 24 |
| 2.            | AC Sparta Praha      | 14 | 10 | 1 | 3  | 59 | 22 | +37 | 21 |
| 3.            | AFK Bohemians        | 14 | 7  | 4 | 3  | 46 | 26 | +20 | 18 |
| 4.            | SK Viktoria Žižkov   | 14 | 7  | 0 | 7  | 34 | 20 | +14 | 14 |
| 5.            | SK Kladno            | 14 | 4  | 5 | 5  | 28 | 34 | -6  | 13 |
| 6.            | SK Náchod            | 14 | 5  | 3 | 6  | 24 | 41 | -17 | 13 |
| 7.            | Teplitzer FK         | 14 | 3  | 2 | 9  | 36 | 53 | -17 | 8  |
| 8.            | SK Meteor Praha VIII | 14 | 0  | 1 | 13 | 14 | 79 | -65 | 1  |

## Rekapitulace soutěže
| Československá fotbalová liga 1930/31                                                |                            |
|                                                                                      |                            |
| Ocenění                                                                              |                            |
| Vítěz                                                                                | SK Slavia Praha (5. titul) |
| Kvalifikace do evropských pohárů                                                     |                            |
| Mitropa Cup                                                                          | SK Slavia Praha            |
| Mitropa Cup                                                                          | AC Sparta Praha            |
| Vítěz domácího poháru                                                                |                            |
| Středočeský pohár                                                                    | SK Slavia Praha            |
| Pohyb v soutěži                                                                      |                            |
| Sestupující do II. ligy                                                              | SK Meteor Praha VIII       |
| Postupující do I. ligy                                                               | SK Čechie Karlín           |
|                                                                                      | SK Viktoria Plzeň          |
| Nejlepší střelci                                                                     |                            |
| Josef Silný (AC Sparta Praha) Otto Haftl (Teplitzer FK a AC Sparta Praha), – 17 gólů |                            |

## Soupisky mužstev

### SK Slavia Praha
František Plánička (14/0/5) –
Václav Bára (4/3),
Štefan Čambal (5/2),
František Černický (14/0),
Karel Čipera (3/5),
František Fait (7/1),
Bohumil Joska (6/5),
František Junek (14/4),
František Kloz (2/2),
Vilém König (2/0),
Antonín Novák (13/3),
Antonín Puč (5/2),
Jan Smolka (1/1),
František Svoboda (12/12),
Adolf Šimperský (14/1),
Jindřich Šoltys (11/5),
Ladislav Šubrt (2/0),
Antonín Vodička (12/1),
Ladislav Ženíšek (13/0),
vlastní Emanuel Petřík (Kladno) –
trenéři John William Madden, Jan Reichardt a Josef Sloup-Štaplík

### AC Sparta Praha
Vladimír Bělík (1/0/0),
Jan Němec (13/0/2) –
Raymond Braine (12/14),
Jaroslav Burgr (9/1),
Vilém Červený (1/2),
Josef Čtyřoký (12/0),
Otto Haftl (3/4),
Karel Hejma (9/4),
Antonín Hojer I (1/0),
Jan Knobloch-Madelon (12/1),
František Kolenatý (2/0),
Josef Košťálek (8/9),
Antonín Moudrý (1/0),
Adolf Patek (1/0),
Antonín Perner (6/0),
Karel Pešek (14/1),
Karel Podrazil (13/3),
Josef Silný (14/17),
Karel Sokolář (7/3),
Erich Srbek (14/0),
Alexandr Ulanov (1/0) –
trenér Johny Dick

### AFK Bohemians
František Hochmann I (7/0/2),
Antonín Kulda (7/0/2) –
Karel Bejbl (14/16),
František Hochmann II (7/0),
Antonín Kašpar (2/0),
Jan Knížek (14/4),
František Kolenatý (7/0),
František Krejčí (14/0),
Jaroslav Kučera I (11/0),
Antonín Lanhaus (10/1),
Jaromír Skála (14/13),
Jan Smolka (2/0),
Antonín Šedivý (14/2),
Antonín Šindelář (5/0),
František Tyrpekl (14/0),
Jan Wimmer (12/9),
vlastní Bohuslav Zimmermann (Meteor) –
trenér Robert Cimera

### SK Viktoria Žižkov
Václav Benda I (1/0/0),
Antonín Ledvina (13/0/1) –
Jan Baier (3/1),
Vojtěch Bradáč (8/10),
Ladislav Čulík (3/1),
František Hladík (6/0),
Karel Hromádka (7/3),
Václav Hruška (11/5),
Antonín Klicpera (1/0),
Miloslav Kouňovský (7/0),
Rudolf Kranda (6/1),
Antonín Křišťál (2/1),
Václav Křížek (7/1),
František Mareš I (7/0),
Jan Štěpán (Matěj) (14/1),
Karel Meduna (2/0),
Antonín Moudrý (8/0),
Alois Mourek (2/0),
Otto Novák (6/3),
Josef Polanecký (5/1),
Ladislav Řežábek (4/1),
Alois Skočdopole (1/1),
Miroslav Soukup (4/0),
František Stehlík (1/0),
Karel Steiner (9/1),
Josef Suchý (4/1),
Vojtěch Sýbal-Mikše (1/0),
Václav Vaník-Váňa (2/0),
Martin Watzata (7/1),
Oldřich Zajíček (2/0) –
trenér ...

### SK Kladno
Oldřich Šesták (11/0/2),
Karel Tichý (3/0/0) –
Václav Brož (11/0),
Josef Čapek (5/0),
Antonín Černý (14/0),
František Hendrych (10/8),
Josef Junek I (13/5),
František Kloz (11/8),
Karel Kohout (1/0),
Vratislav Kostelecký (3/1),
Jaroslav Koubek (3/0),
Josef Kratochvíl (5/1),
Karel Kraus (9/1),
Emanuel Petřík (14/0),
Josef Pleticha (4/0),
František Rajniš (13/0),
Vladimír Rybák (1/0),
Ferdinand Üblacker (14/0),
Václav Vraga (3/1),
Václav Wolf (6/3) –
trenér Bohumil Klvaň

### SK Náchod
Vladimír Bělík (4/0/0),
Karel Kotík (8/0/2),
Adolf Křik (2/0/0) –
František Biman (4/0),
Václav Brabec-Baron (7/1),
Antonín Carvan (10/0),
Jaroslav Dobeš (12/3),
Karel Janoušek (10/0),
Václav Kolakovský (8/0),
Karel Kudrna I (7/0),
František Kuchta (1/0),
František Mareš I (7/0),
Josef Miclík (14/7),
František Nejedlý (14/0),
Oldřich Nývlt (8/0),
Rudolf Rektorys (10/4),
Jan Smolka (4/0),
Rudolf Šafr (14/0),
Vladimír Treml (1/1),
Jaroslav Vlček II (9/8) –
trenér Josef Staněk

### Teplitzer FK
Josef Höffer (2/0/0),
Ferdinand Klemm (12/0/0) –
Vilém Bachmann (1/0),
Štefan Čambal (6/0),
Franz Dörre (4/3),
Gustavl Haberstroth (13/2),
Otto Haftl (11/13),
Emil Janauschek (5/2),
Rudolf Kettner (7/5),
Rudolf Krčil (11/0),
Arnošt Kreuz (10/0),
Franz Lestina (5/0),
Gustav Ludwig (1/0),
Willy Mizera (14/0),
Otto Morawetz (5/1),
Josef Peinl (2/0),
Heinrich Schöpke (14/0),
Bedřich Šlejmar (5/0),
Josef Thaut (1/0),
Gustav Wieser (12/4),
Rudolf Zosel (13/5),
vlastní Jaroslav Kučera I (Bohemians) –
trenér ...

### SK Meteor Praha VIII
Václav Hroneš (1/0/0),
Karel Chaloupecký (5/0/0),
Václav Wartusch (8/0/0) –
Jiří Bartůněk (7/0),
František Bičiště (3/1),
Josef Buriánek (7/0),
Stanislav Čermák (1/0),
Karel Franěk (5/1),
Miloslav Hlavatý (9/0),
Václav Jonák (9/0),
Čeněk Jůnek (10/1),
Josef Jůnek (3/1),
Josef Kindl (5/2),
Oldřich Král (2/0),
Josef Liskovec (1/0),
Josef Maloun (7/3),
Antonín Matoušek (1/0),
Karel Novotný (7/0),
Bohumil Palman (4/1),
Bohumil Parkán (9/0),
Bohuslav Podlipský (5/0),
Josef Polanecký (1/0),
Jan Prokop (9/1),
Jan Račanský (9/2),
František Rozvoda (13/1),
František Ryšavý (1/0),
Ottomar Šebesta (1/0),
... Vondráček (2/0),
Bohuslav Zimmermann (9/0) –
trenér ...